# 济南泰山违建别墅案
济南泰山违建别墅案是指中国山东省济南市南部泰山余脉山区于2003年起开始违法建立大量别墅的案件。

## 地理
山东省济南市南部山区属泰山余脉，是济南市生态和水源涵养区，同时是济南市泉域地下水的主要补给来源。

## 事件
2000年，中华人民共和国政府颁布“禁墅令”，但是2003年起，山东省济南市南部山区仍然陆续建起数千栋违建别墅。
2017年，中央环保督察组持续督办，中国共产党济南市委员会和济南市人民政府掀起“拆违风暴”。当地管委会通报，自2017年5月至2020年9月，先后拆除各类违建6871处、共423万平方公尺，拆除的多是平房、厂房和临时搭建的农家乐、养殖房等，只有少数别墅遭到拆除。
2022年1月，《经济参考报》记者采访该区域，发觉只有极少数违建别墅被拆除，数千栋违建别墅依然岿然不动，同时新的别墅还在大张旗鼓建设中，随即刊登《多年拆违岿然不动 数千栋“坚挺别墅”野蛮侵蚀济南泉域保护区》一文，引起社会广泛关注和舆论轰动。
1月13日，中国共产党济南市委员会和济南市人民政府成立违法违章建筑专项整治工作领导小组和工作专班，下设综合协调组、排查整治组、生态恢复组、舆情宣传组、信访维稳组、监督执纪组6个工作组。
1月14日上午，中共济南市委书记孙立成带领违章建筑专项整治工作领导小组成员到违建别墅现场研究处置违法违章建筑。
3月29日，刚满57岁的济南市市长孙述涛提前卸任。

## 别墅主人
- 省市体育系统干部
- 省市教育系统干部
- 省市邮电系统干部
- 省民政厅干部干部
- 省市机关事业单位干部
- 公司老板
- 社会各界名人
- 艺术家[1]

## 评论
《中国青年报》文章《济南“野别墅” 还能矗立多久？》指出：“拆违特别难，等于说你要和一个特殊利益阶层做博弈。”